# 梁东 (1932年)
梁东（1932年—），原名梁业兴，字雨隆，男，安徽安庆人，中国作家、书法家，曾任中国书法家协会理事，中华诗词学会副会长。